# 2 Pułk Kolejowy
2 Pułk Kolejowy (2 Pułk Mostów Kolejowych) – oddział Zgrupowania Wojsk Kolejowych i Drogowych Sił Zbrojnych PRL.

## Historia pułku
15 czerwca 1957 w Przemyślu 3 Batalion Wojsk Kolejowych przeformowany został w 2 Pułk Kolejowy. Jednostkę tworzyło 121 oficerów i podoficerów, 896 żołnierzy służby zasadniczej i 8 pracowników cywilnych. Pułk zajmował się m.in. budową leśnej kolei wąskotorowej w Bieszczadach. W styczniu 1960 przeniesiony do Inowrocławia. Pod koniec lat 80. XX wieku 2 Pułk Mostów Kolejowych przeformowany został w 2 Wojskowe Zakłady Budownictwa Kolejowego. Do 31 października 1990 zakłady przeformowane zostały w 2 Pułk Mostów Kolejowych. 15 sierpnia 1995 oddział przeformowany został w 2 Inowrocławski Pułk Komunikacyjny im. gen. Jakuba Jasińskiego.

## Struktura organizacyjna
- sztab
- dwa bataliony kolejowe a. dwie kompanie kolejowe i kompania techniczna
- batalion budowy mostów a. cztery kompanie : budowy mostów, przygotowania elementów, budowy podpór i techniczna
- kompania dowodzenia
- kompania zaopatrzenia
- kompania remontowa
- kompania transportowa
- kompania pontonowa
- Szkoła Podoficerska

## Żołnierze pułku
Pułkiem dowodzili:
- płk Ryszard Domański
- płk Jerzy Jaremek
- płk Henryk Chojnacki
- płk Zbigniew Kołodziejski
- płk Edward Miszczak
- płk Marek Sarnowski
- płk Artur Talik